# Gibret
Gibret is een gemeente in het Franse departement Landes (regio Nouvelle-Aquitaine) en telt 102 inwoners (2009). De plaats maakt deel uit van het arrondissement Dax.

## Geografie
De oppervlakte van Gibret bedraagt 2,6 km², de bevolkingsdichtheid is dus 39,2 inwoners per km².
De onderstaande kaart toont de ligging van Gibret met de belangrijkste infrastructuur en aangrenzende gemeenten.

## Demografie
Onderstaande figuur toont het verloop van het inwonertal (bron: INSEE-tellingen).